# Флоридський міжнародний університет
Флоридський міжнародний університет (ФМУ, FIU) — державний науково-дослідний університет у Великому Маямі, штат Флорида. ФМУ має два основні містечки в окрузі Маямі-Дейд, головне містечко якого розташовано у місцевості Юніверситі-Парк. Флоридський міжнародний університет класифікується Фондом Карнегі як дослідницький університет з найвищою дослідницькою активністю та Зборами штату Флорида, як дослідницький університет.
ФМУ належить до 12-містечкової системи державних університетів штату Флорида і є одним з первинних університетів Флориди, що щорічно надає магістерські й інші професійні та наукові ступені понад 3400 особам. Університет пропонує 191 програму навчання за більш ніж 280 спеціальностями у 23 своїх коледжах й школах. ФМУ пропонує безліч програм, включаючи архітектуру, бізнес-адміністрування, інженерію, право та медицину, пропонує 81 ступінь магістра, 34 докторантури та 3 професійні ступені.
ФМУ — це найбільший університет Південної Флориди, другий за величиною у штаті Флорида й четвертий за величиною у США за чисельністю студентів. Всього в осінь 2016 року було 55122 студентів, з них 8770 аспірантів. Згідно з рейтингами та оглядами коледжів U.S. News, 92 % студентів ФМУ живуть поза межами містечка, тоді як лише 8 % студентів мешкають у гуртожитках, що належать коледжам.

## Історія

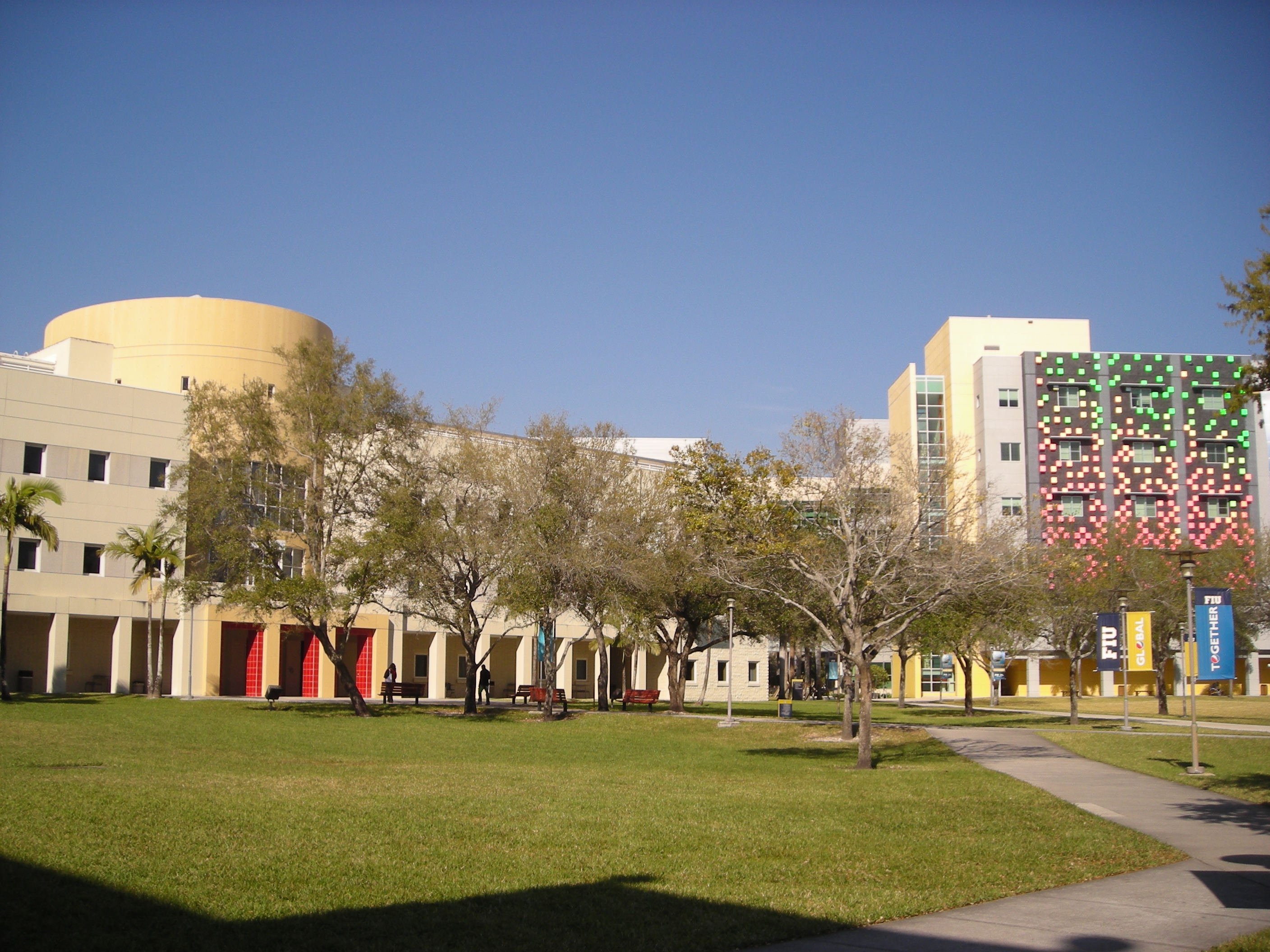
Будівля хімії та фізики

Історія про заснування Флоридського міжнародного університету Флориди розпочалася в 1943 році, коли штатний сенатор Ернест Кап Греем (батько майбутнього губернатора Флориди та сенатора США Боба Греема) представив законодавчим зборам штату початкову пропозицію про створення державного університету у Південній Флориді. Його законопроєкт не пройшов, Грехем наполегливо доводив колегам потребу Маямі у державному університеті.

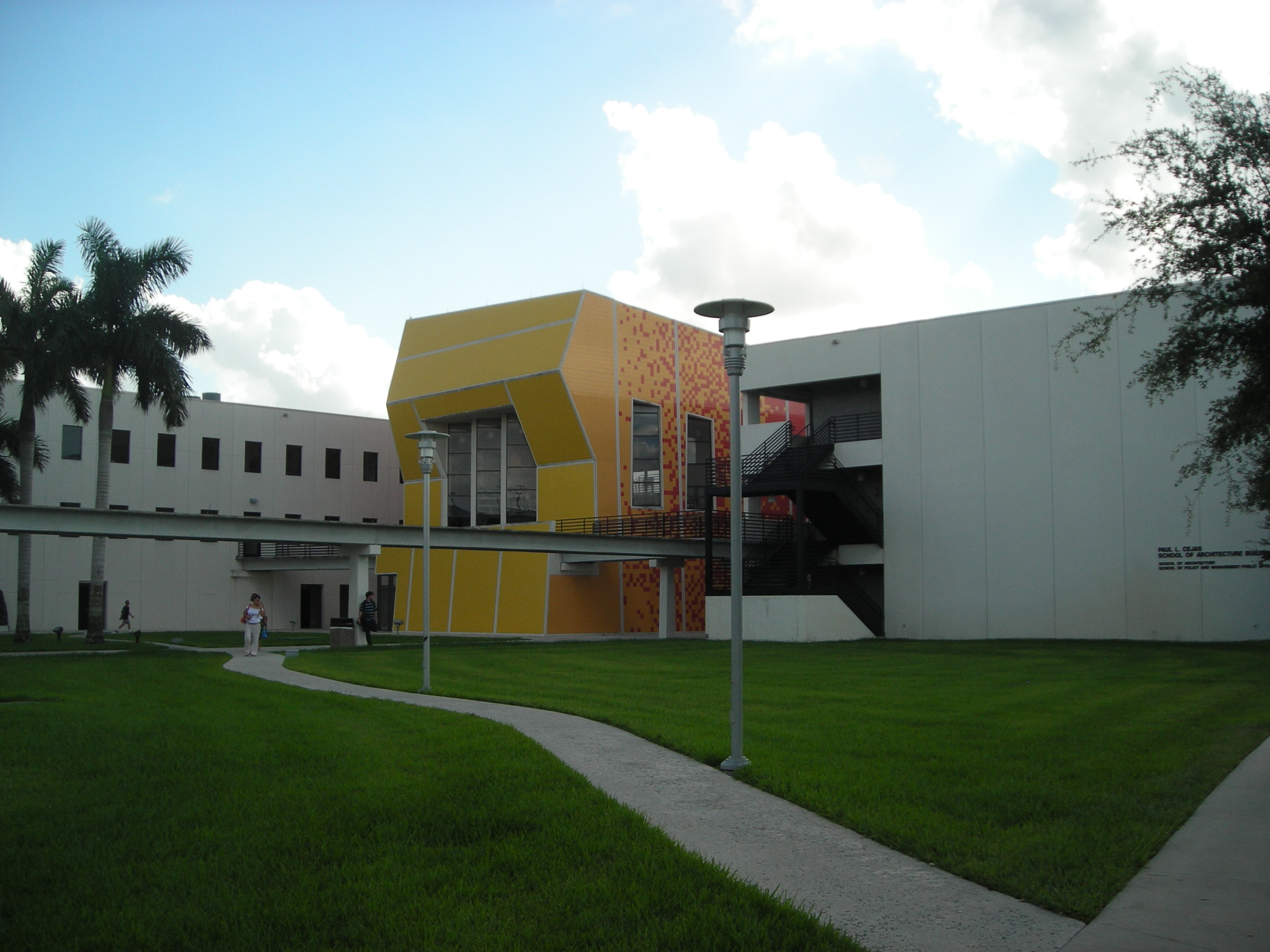
Будівля Архітектурної школи Пола Сехаса

У 1964 році сенатор Флориди Роберт М. Хаверфілд вніс до Сенату Білл 711. Законопроєкт був підписаний тодішнім губернатором У. Гайдоном Бернсом у червні 1965 року, що визначило офіційне заснування ФМУ.

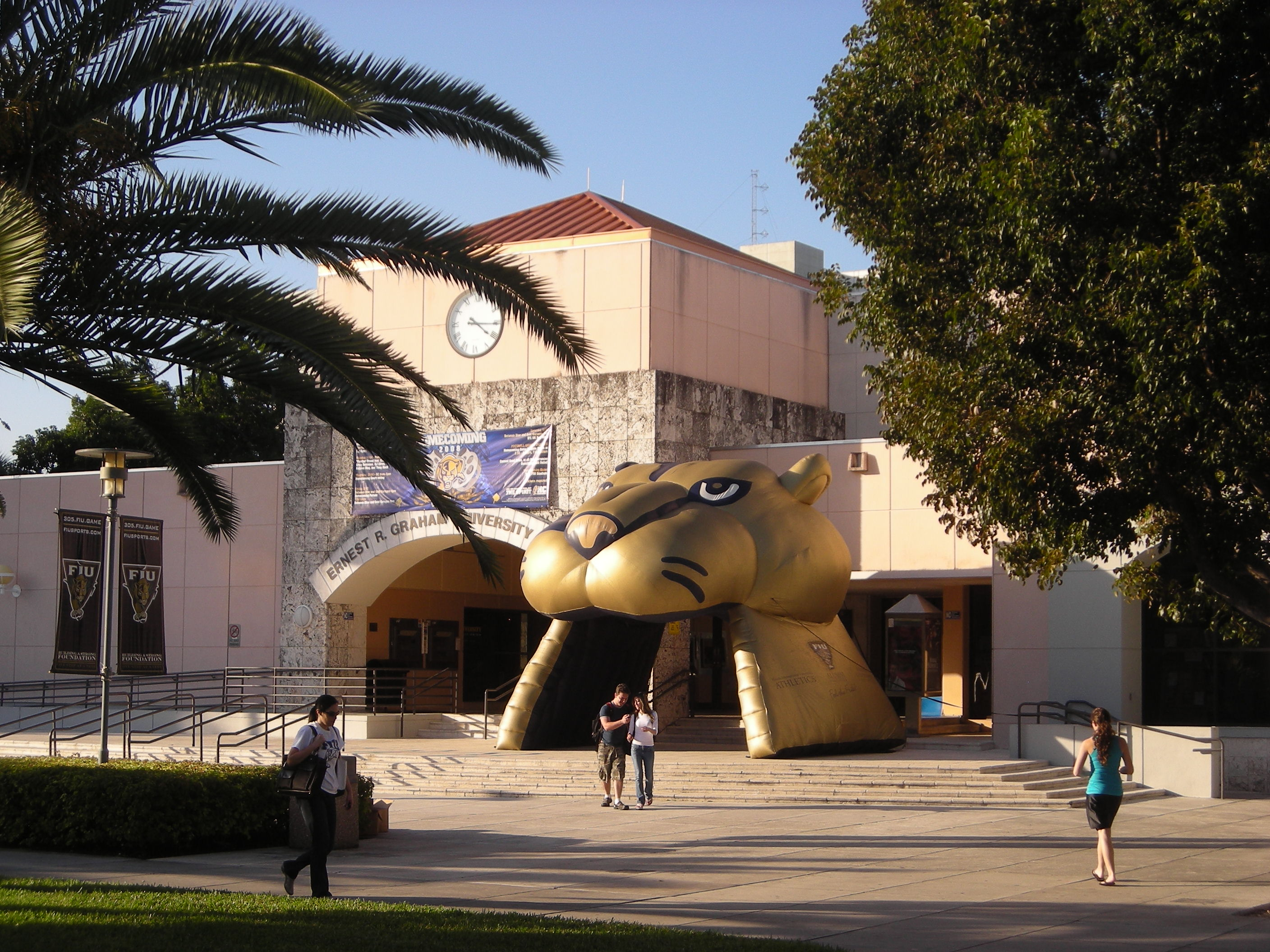
Центр Греем, студентська спілка ФМУ. Більше 3,5 мільйона людей щорічно проходять через Центр Греем, що робить його серцем студентського життя в ФМУ.

Засновники розташовували містечко на місці колишнього аеропорту Таміямі між Південно-Західними 107-м та 117-м авеню, на схід від місця, де автострада West Dade. Башта управління повітряним рухом покинутого аеропорту стала першою будівлею ФМУ. Спочатку не було ні телефонів, ні питної води, ні меблів. Перрі вирішив, що вежу ніколи не слід руйнувати, і вона залишається на території кампусу, де вона зараз по-різному відома як "Офіс ветеранів", "Башта слонової кістки", "Будівля вежі" або "Вежа громадської безпеки", й вона колишнє місце розташування управління ФМУ. 

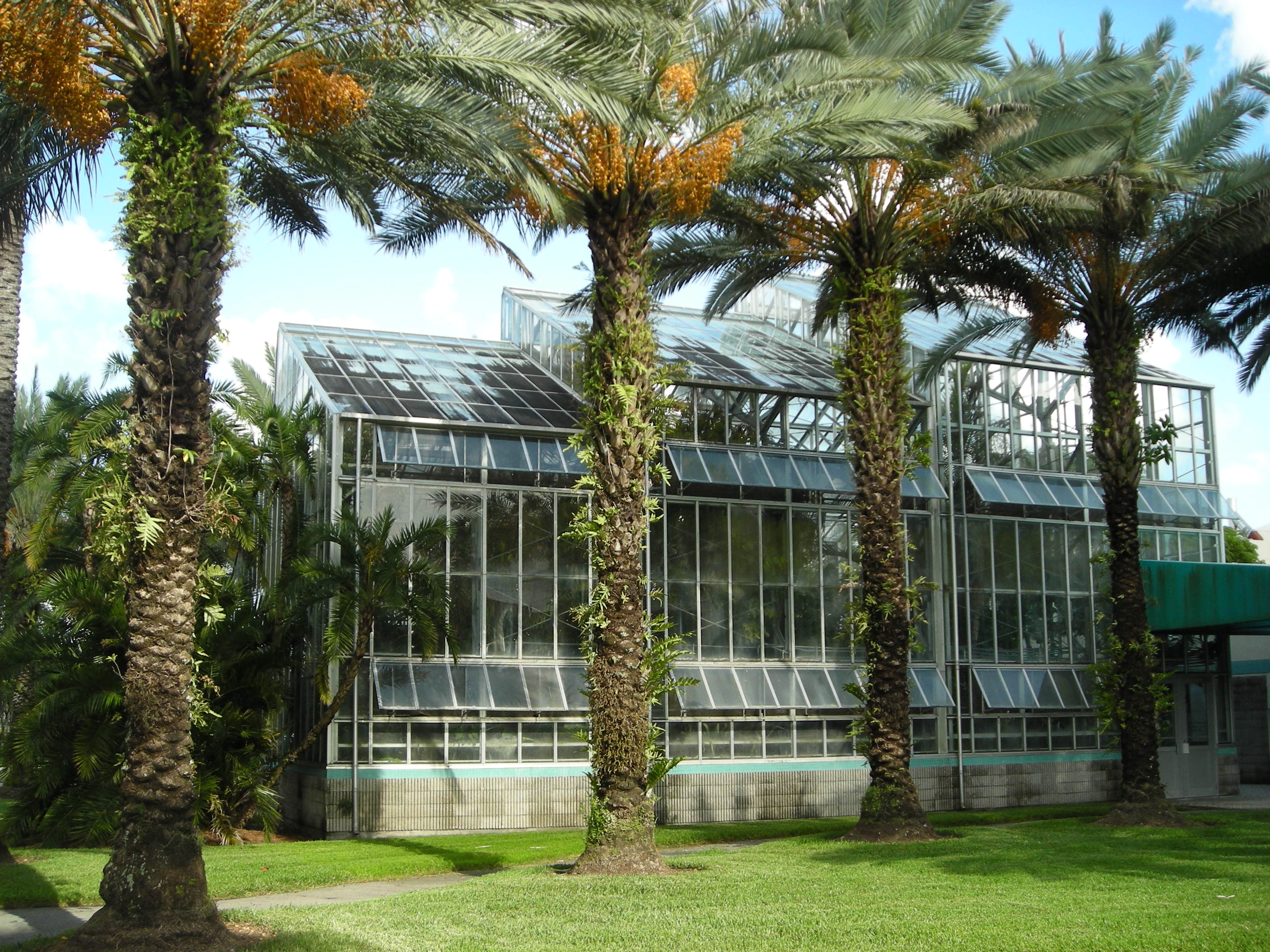
У Консерваторії Вертейма росте багато рідкісних видів рослин.

У вересні 1972 року 5667 студентів вступили до нового державного університету. Раніше Маямі було найбільшим містом у країні, де не існувало громадської установи, яка надає бакалаврську освіту.

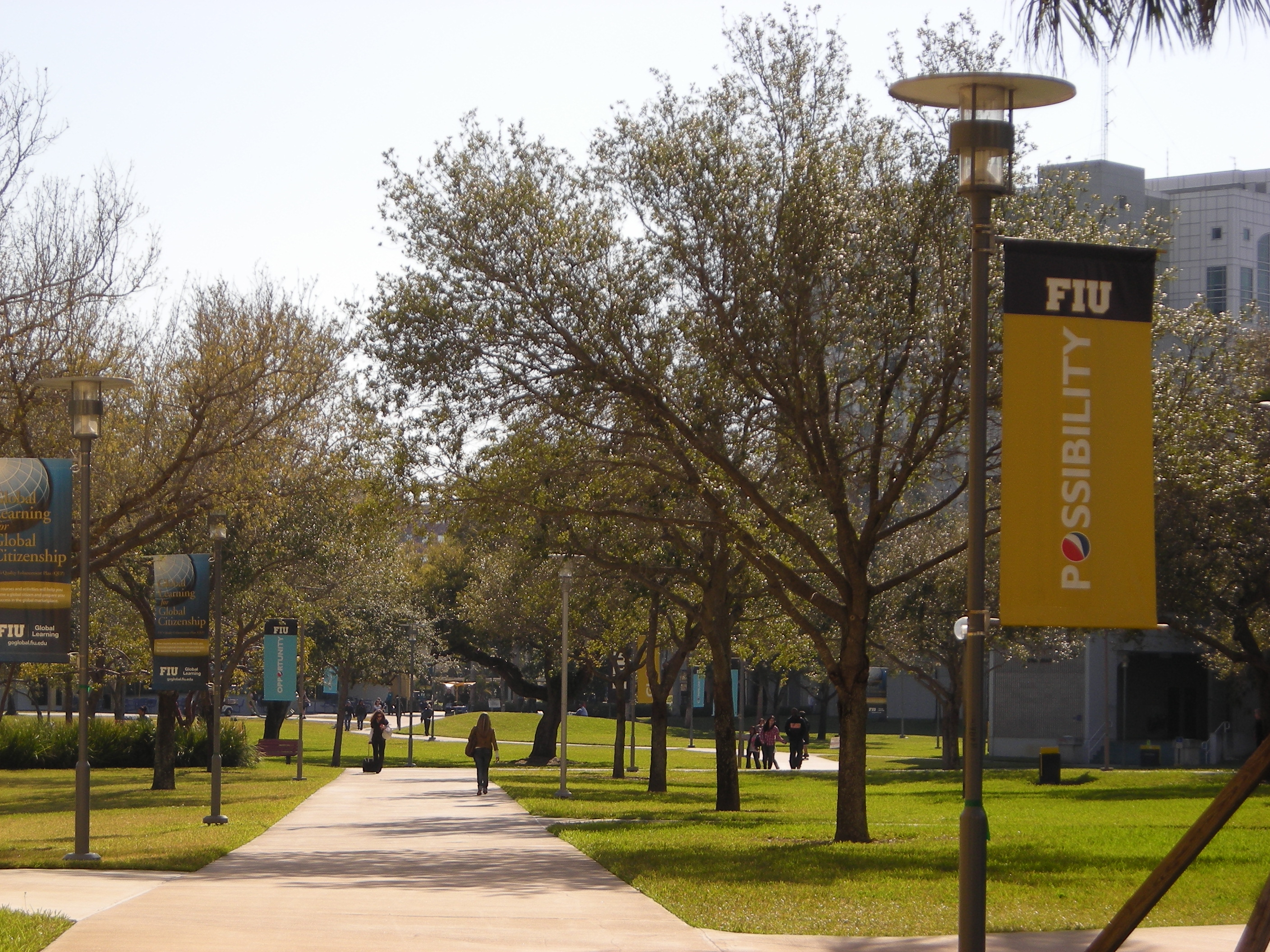
Стежки ФМУ

У 1977 році було відкрито нове містечко ФМУ у Норт-Маямі над Біскейнської затокою, що було офіційно перейменовано на Кампус Бей-Віста у 1980 році, Кампус Норт-Маямі у 1987 році, Північний кампус у 1994 році, й Біскейн-бей кампус у 2000 році.

## Студентство

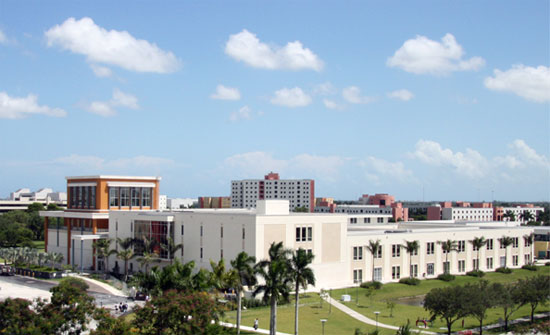
Юридичний коледж ФМУ зайняв 5-е місце у 2014 році у штаті Флорида

У 2008 році 7 % студентів ФМУ були іноземними студентами. Серед них найпопулярнішими країнами походження були: Китай (20 %), Індія (13 %), Ямайка (10 %), Венесуела (6 %), Колумбія (5 %) та Тринідад і Тобаго (4 %).

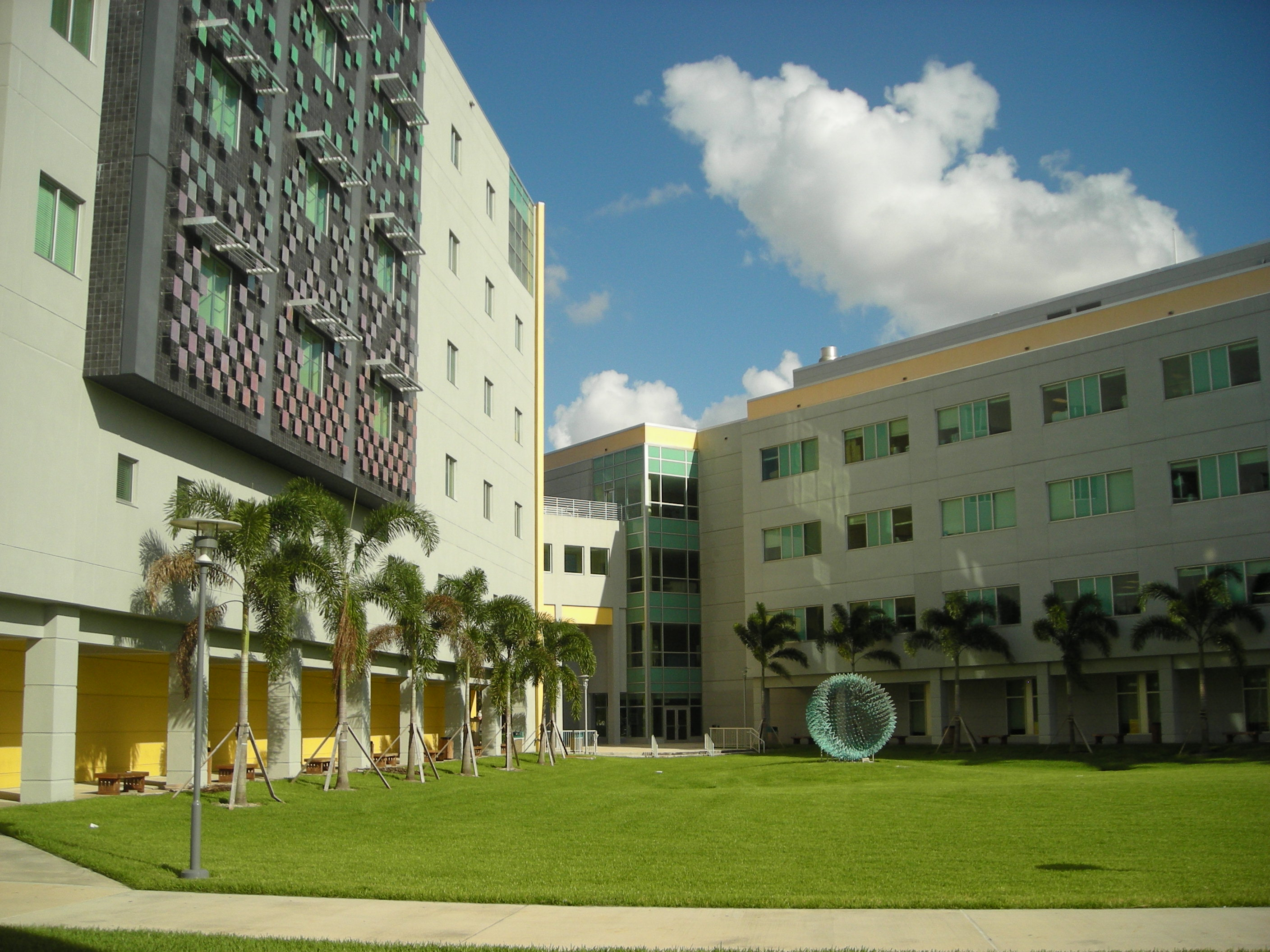
Будівлі Академічного центру здоров'я, де розміщено Медичний коледж Вертейма та коледж громадського здоров'я та соціальної роботи Роберта Стемпеля.

Студенти з Нью-Йорка, Нью-Джерсі та Каліфорнії складають найбільші штати для студентів поза штатом. Флоридці становлять 90 % студентів. Мешканці округів з Маямі-Дейд, Бровард, Палм-Біч, Гіллсборо та Оранж складають більшість студентів штату.

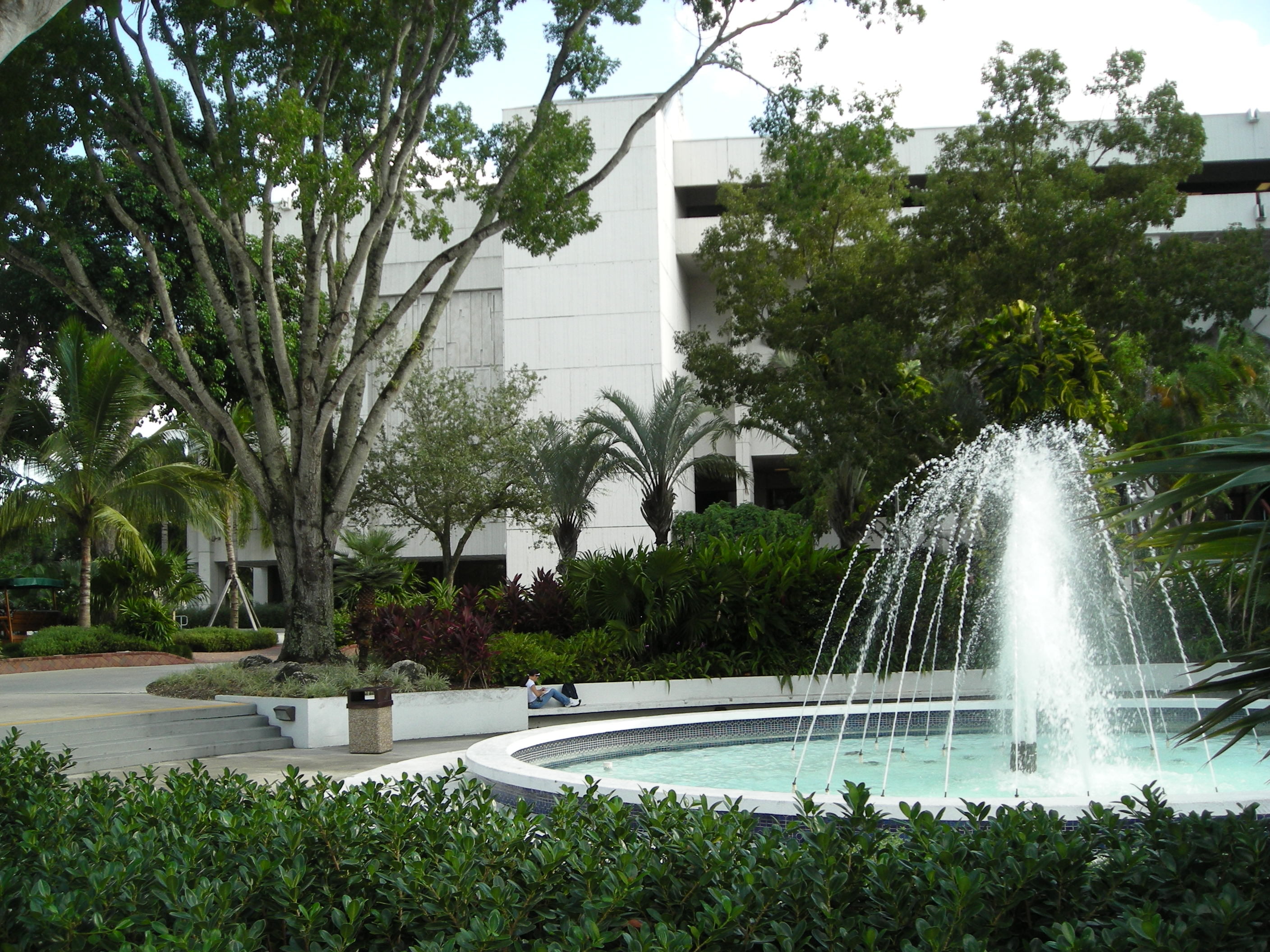
Коледж бізнесу займає серед аспірантурних університетів 15-те місце за International MBA у США та 1-ше у Південній Флориді.

Юнівеситі-Парк обіймає 87 % студентів ФМУ та 94 % студентів, що арендують житло. Відповідно у містечку Біскейн-бей вчаться близько 13 % студентів, в основному нижчих степунів та студенти Школи гостинності та туризму управління. Восени 2009 року середній вік для магістрантів становив 23 та 31 для аспірантів.

## Академічні програми

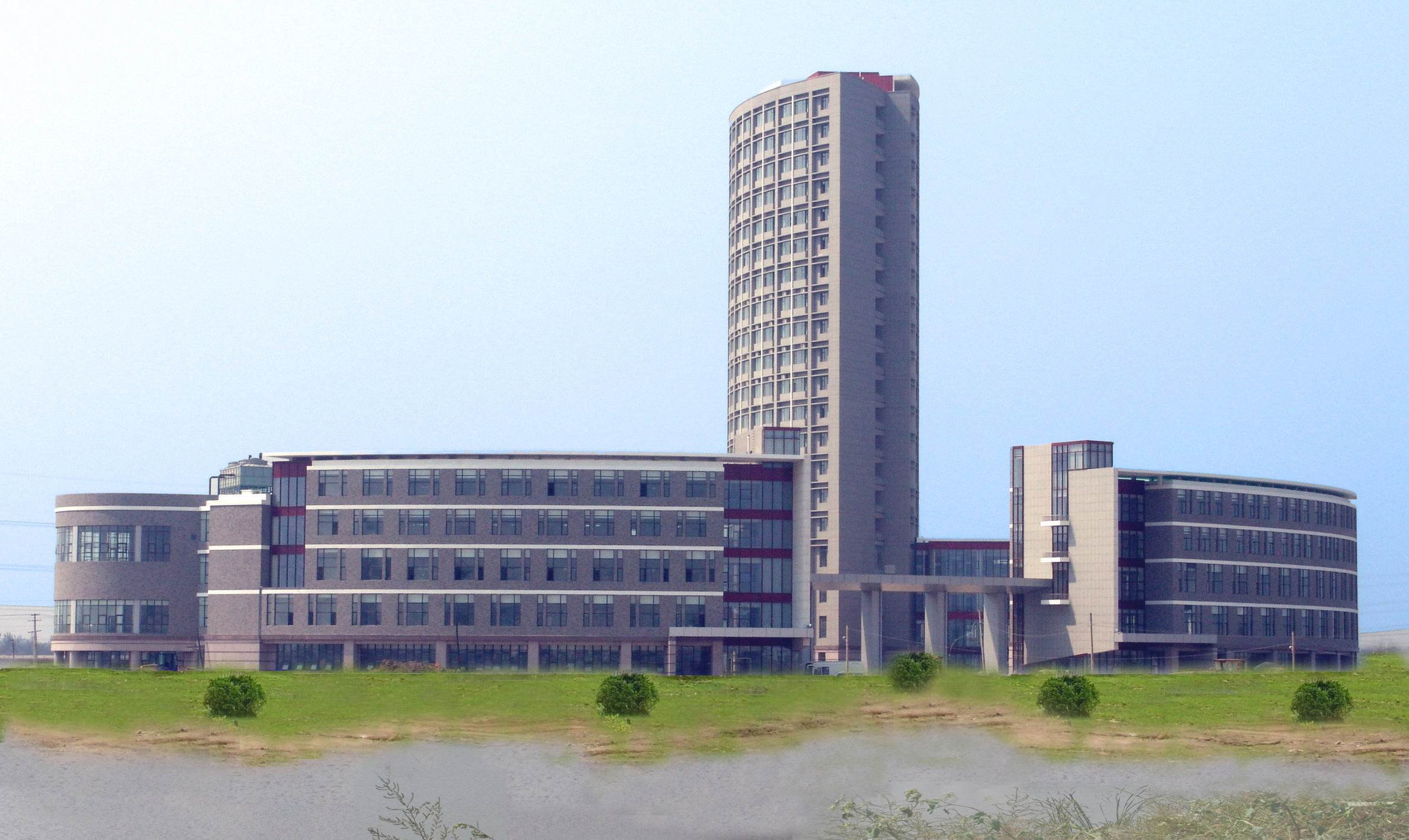
Центр ФМУ Тяньцзіня у Тяньцзіні, Китай.

ФМУ пропонує 191 академічну програму, 60 бакалаврських програм, 81 магістерську програму, 3 спеціалізовані програми, 34 докторські програми та 4 професійні програми у 23 коледжах та школах. Крім того, 97 % викладачів мають випускні ступеня, а 50 % в даний час мають стажування в університеті зі співвідношенням студент / викладач 27:1.

## Університетські містечка

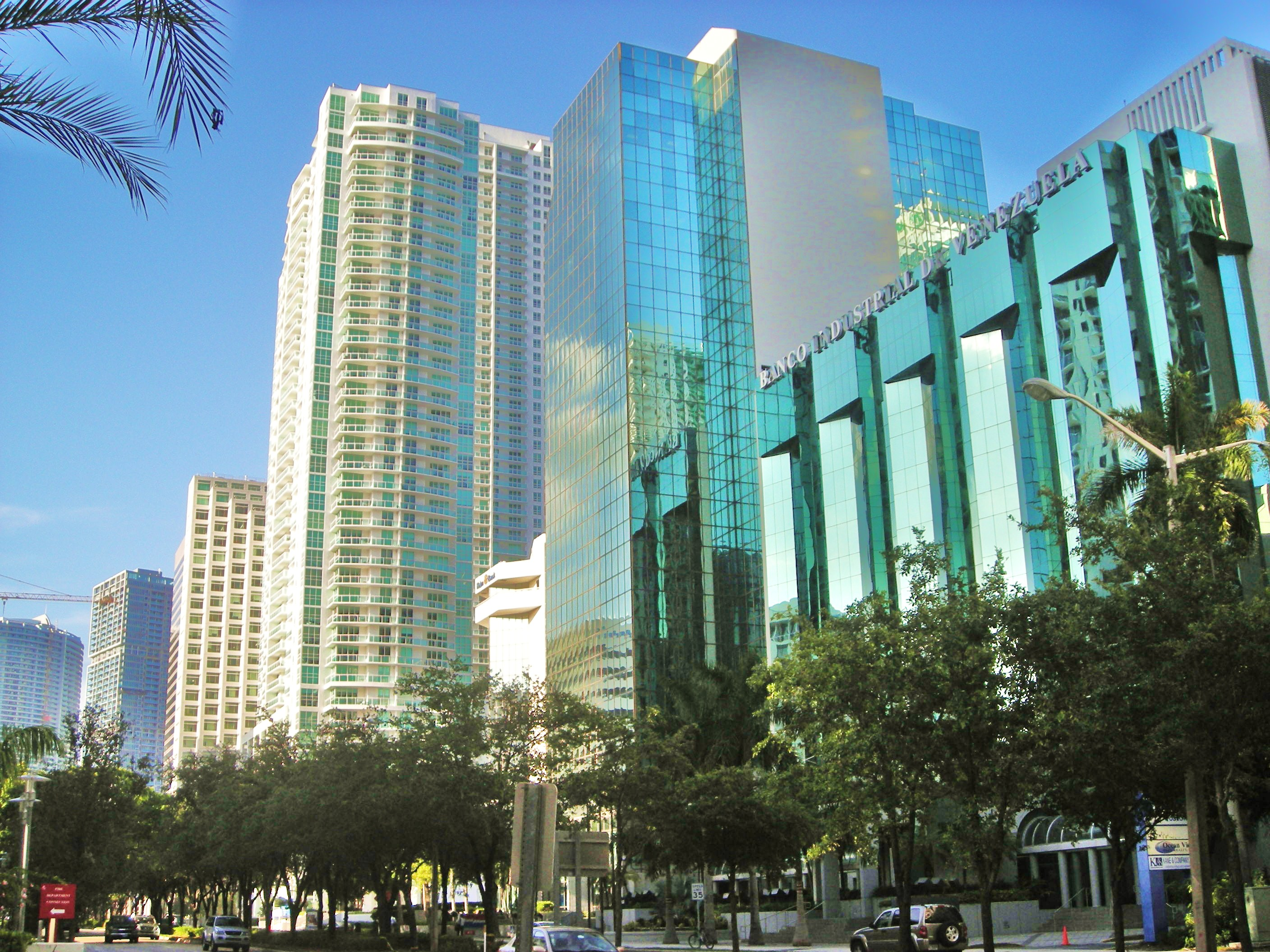
1101 Брікелл авеню, будинок ФМУ у Даунтауні Маямі

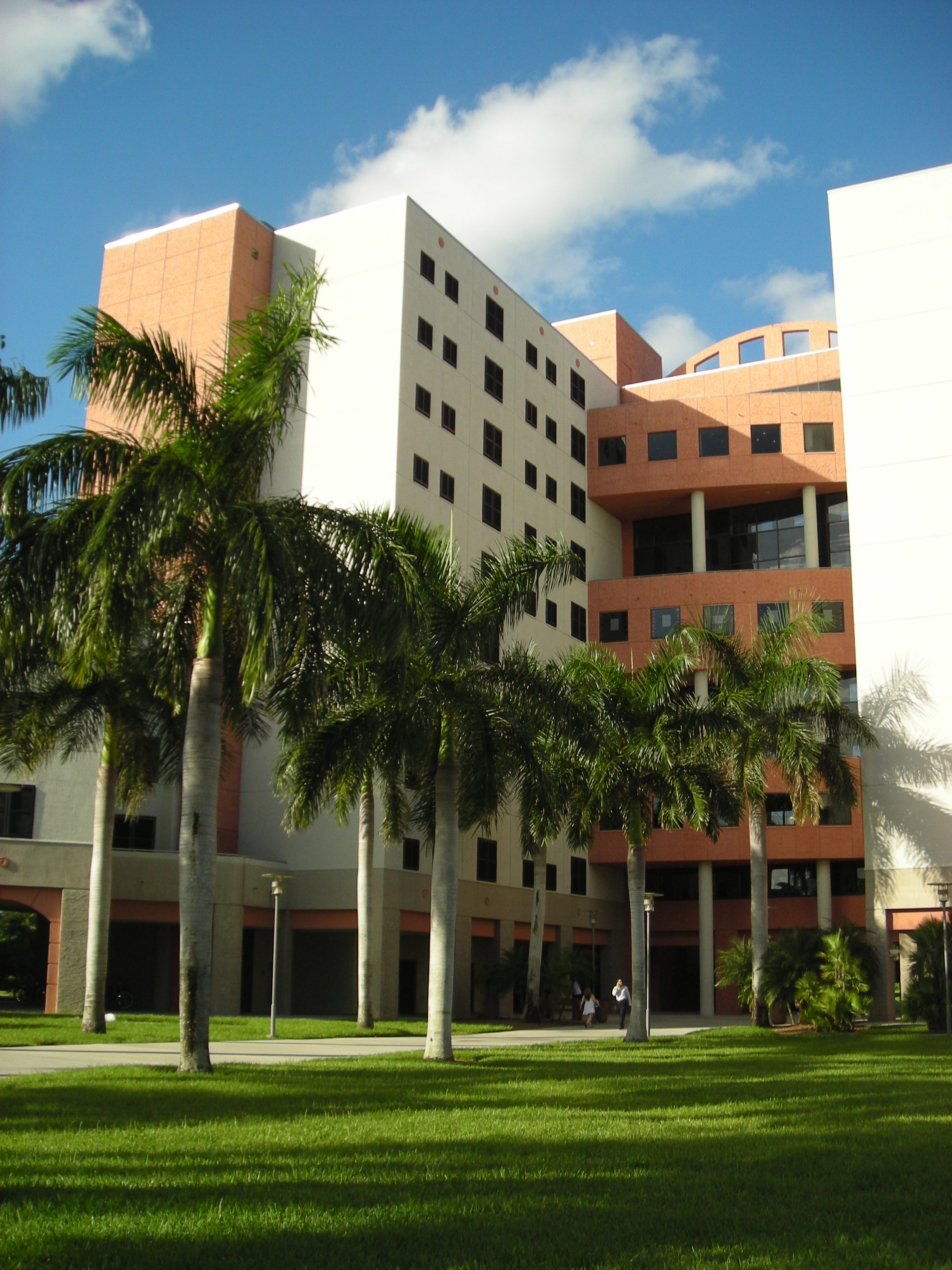
Вежі у Юніверситі-Парк є апартаментами для аспірантів та вищих класів

Флоридський міжнародний університет має два основні кампуси в Маямі, головний кампус, Юніверситі-Парк (площею 138 гектарів) та його регіональний кампус, Біскейн-бей кампус (площею 81 гектар), а також декілька філійних кампусів та дослідницьких закладів по всій Південній Флориді, у Тяньцзіні, Китай, та в Нерві та Генуї, Італія.
ПФР також має міжнародні кампуси в Азії та Європі. Вольфсонійський-ФМІ музей має регіональний заклад у Нерві, Італія, Школа архітектури має приміщення у Генуї, Італія, для студентів вищого відділу ФМУ та випускників архітектури, а також Центр ФМУ Тяньцзіня у Китаї. Функціонує Школа готельного господарства та управління туризмом. Центр Тяньцзіня було побудовано як кооператив з місцевим муніципальним урядом і був відкритий влітку 2006 року. ФМУ також обмінялися угодами з Американським університетом в Дубаї, щоб студенти ФМУ могли тепер проходити семестр за кордоном в Дубаї.
Студенти ФМУ можуть також навчатися за кордоном у Парижі, Франція, через MICEFA.

### Мистецтво та культура

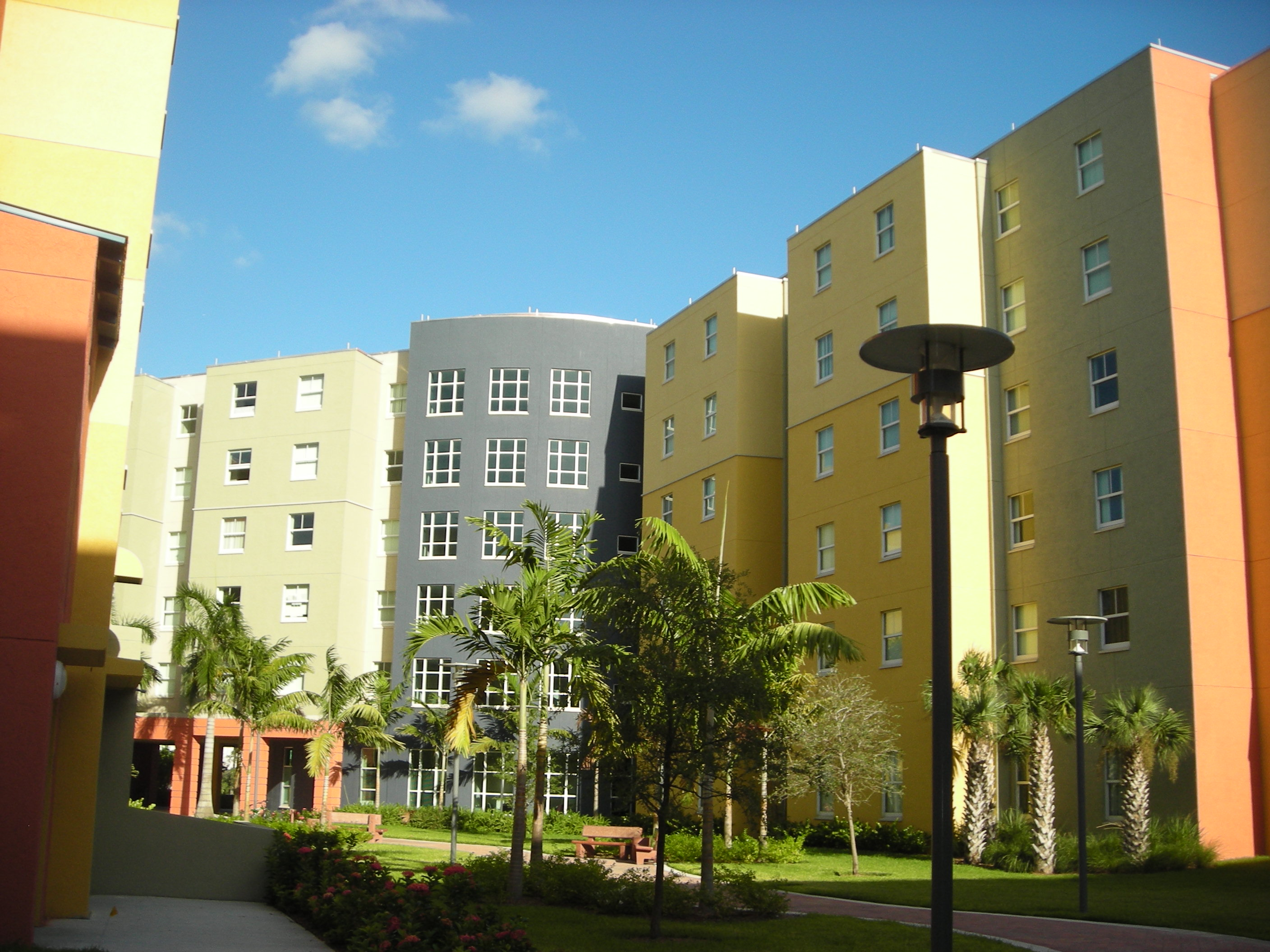
Лейквью-холли півночі та півдня. 6% студентів ФМУ проживають на кампусі.

ФМУ має 3 музеї: Мистецький музей Фроста, Вольфсонійський-ФМУ музей та Єврейський музей Флориди. Мистецький музей Фроста розташований в кампусі Модесто А. Майдіке і був відкритий в 1977 році як Мистецький музей Флоридського міжнародного університету. Постійна колекція музею складається з широкого спектра предметів мистецтва від найдавніших культурних артефактів до сучасних творів мистецтва. Вольфсонійський-ФМУ музей розташований у Маямі-Біч і пропагує колекцію, збереження та розуміння декоративного мистецтва та дизайну з періоду з 1885 по 1945 рік. ФМУ також має велику колекцію скульптур, названу Парк скульптур у ФМУ, зі скульптурами таких видатних художників, як Ентоні Каро, Жак Ліпчиць, Даніель Джозеф Мартинес та Тоні Розенталь. Багато різноманітних художніх споруд, статуй, картин та мозаїк можна побачити по всьому кампусу в садах, будівлях, доріжках та на стінах.

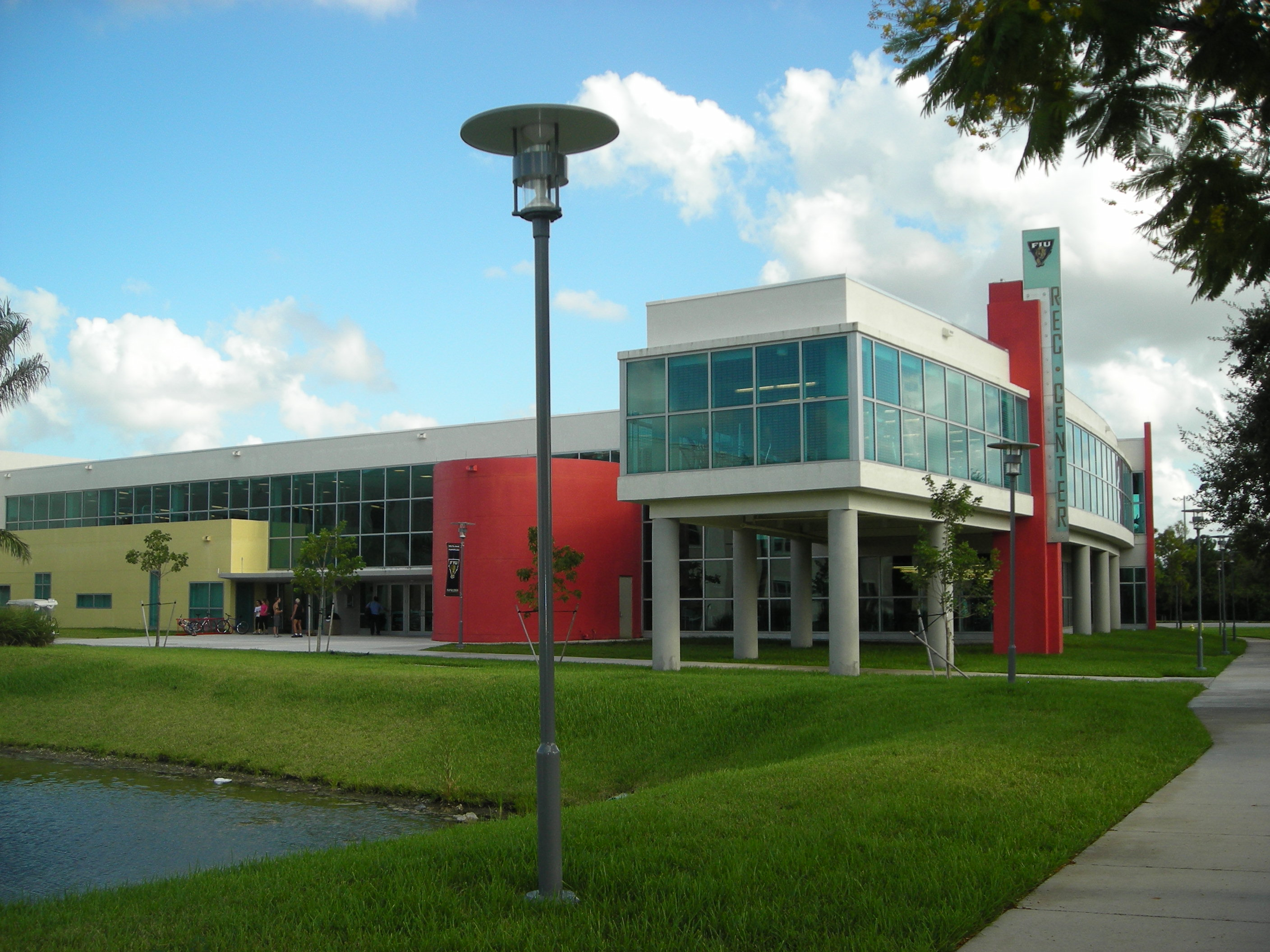
Центр відпочинку

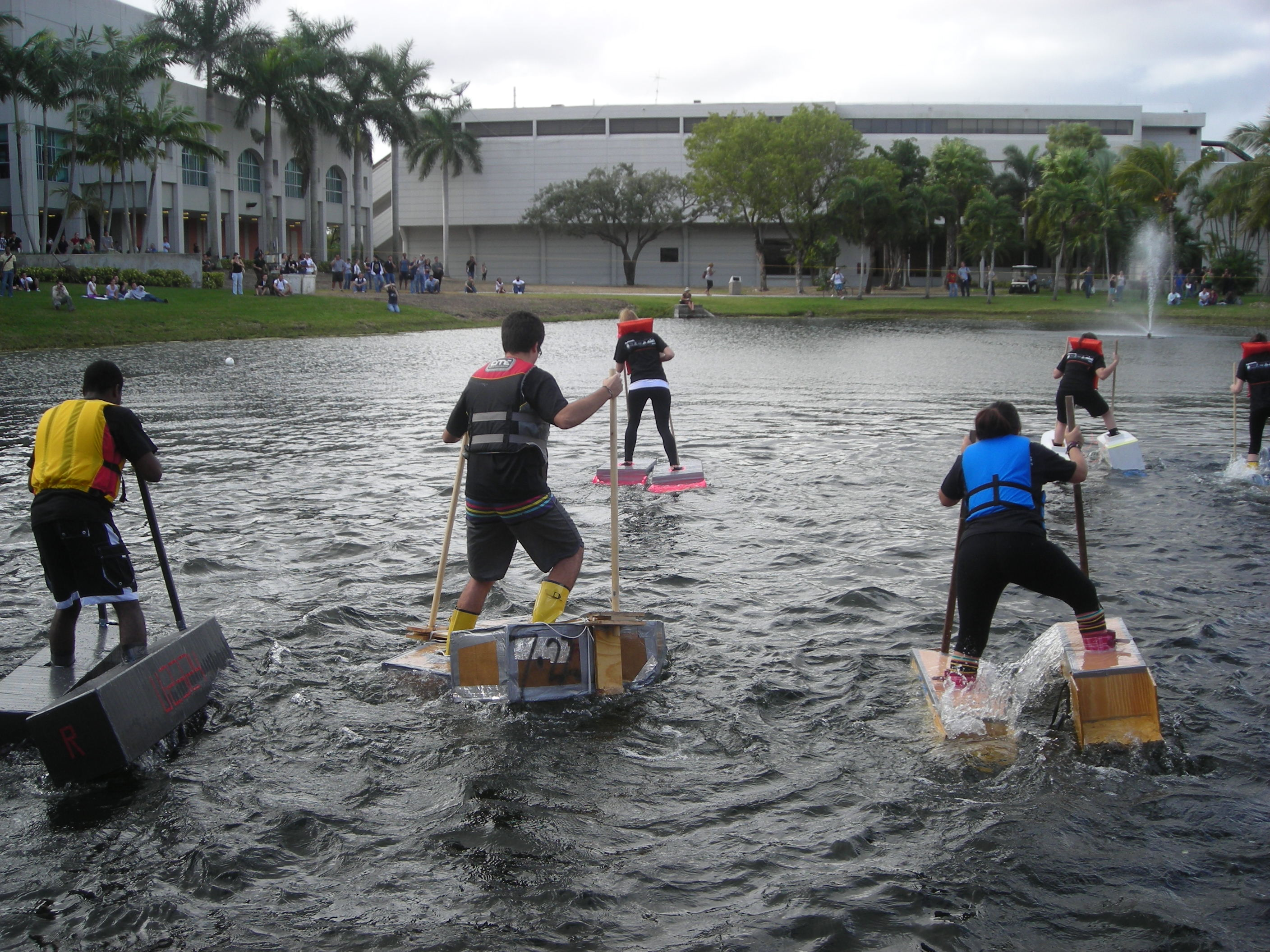
Перегони «Прогулянка на воді», які щороку проводить Школа архітектури

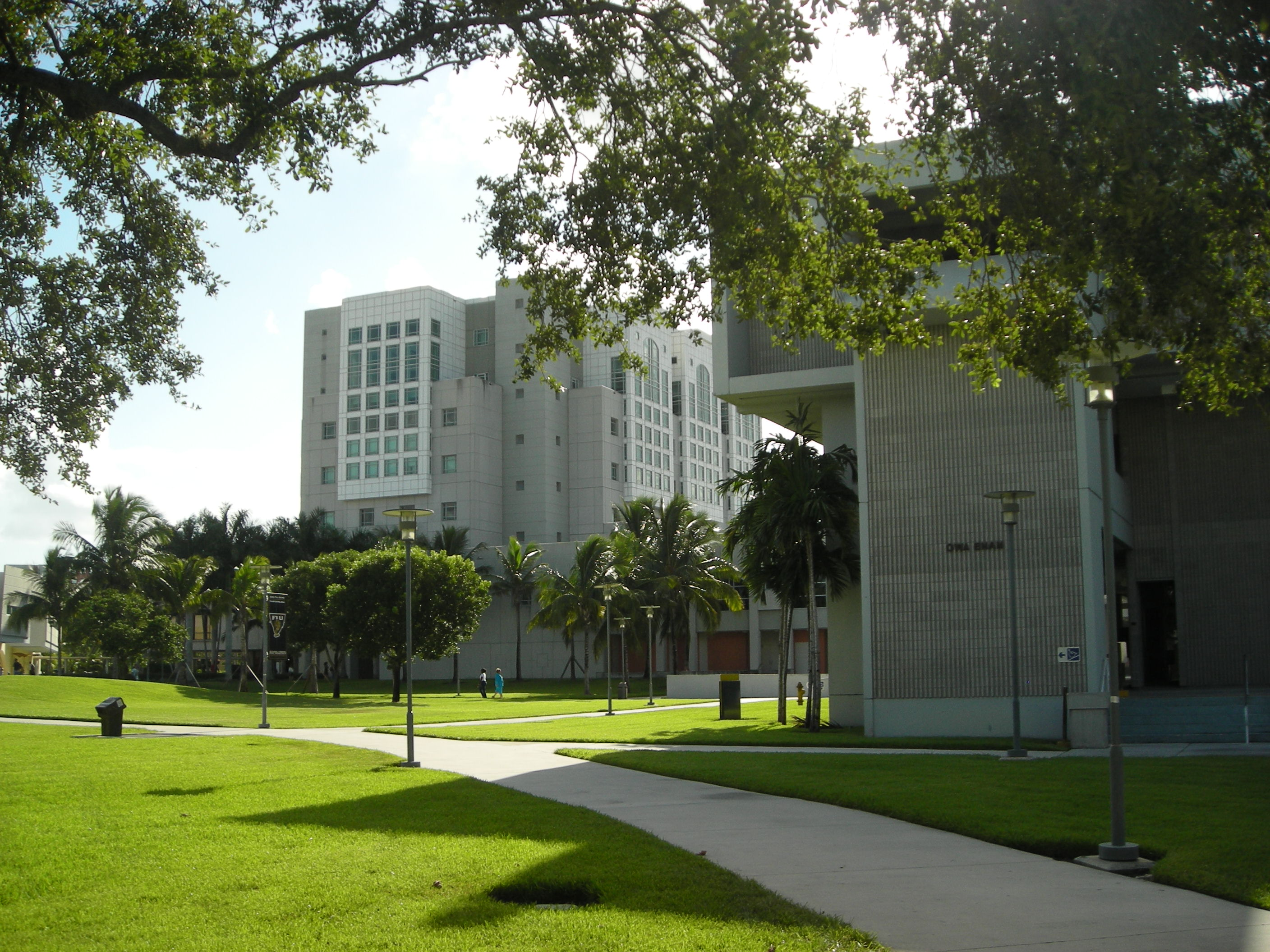
Зелена бібліотека та Ова Ехан.

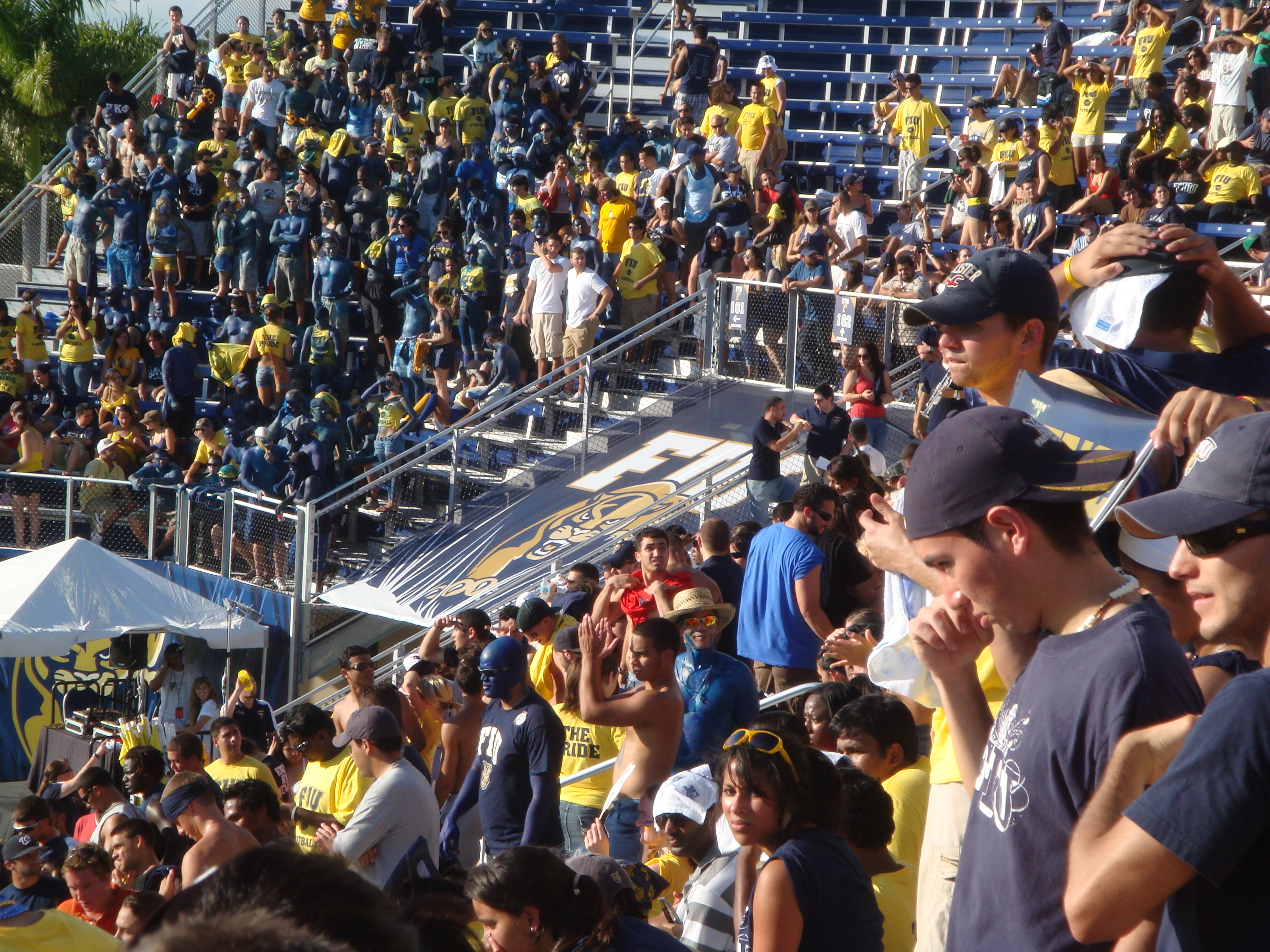
Вболівальники Золотих Пантер на стадіоні ФМУ.

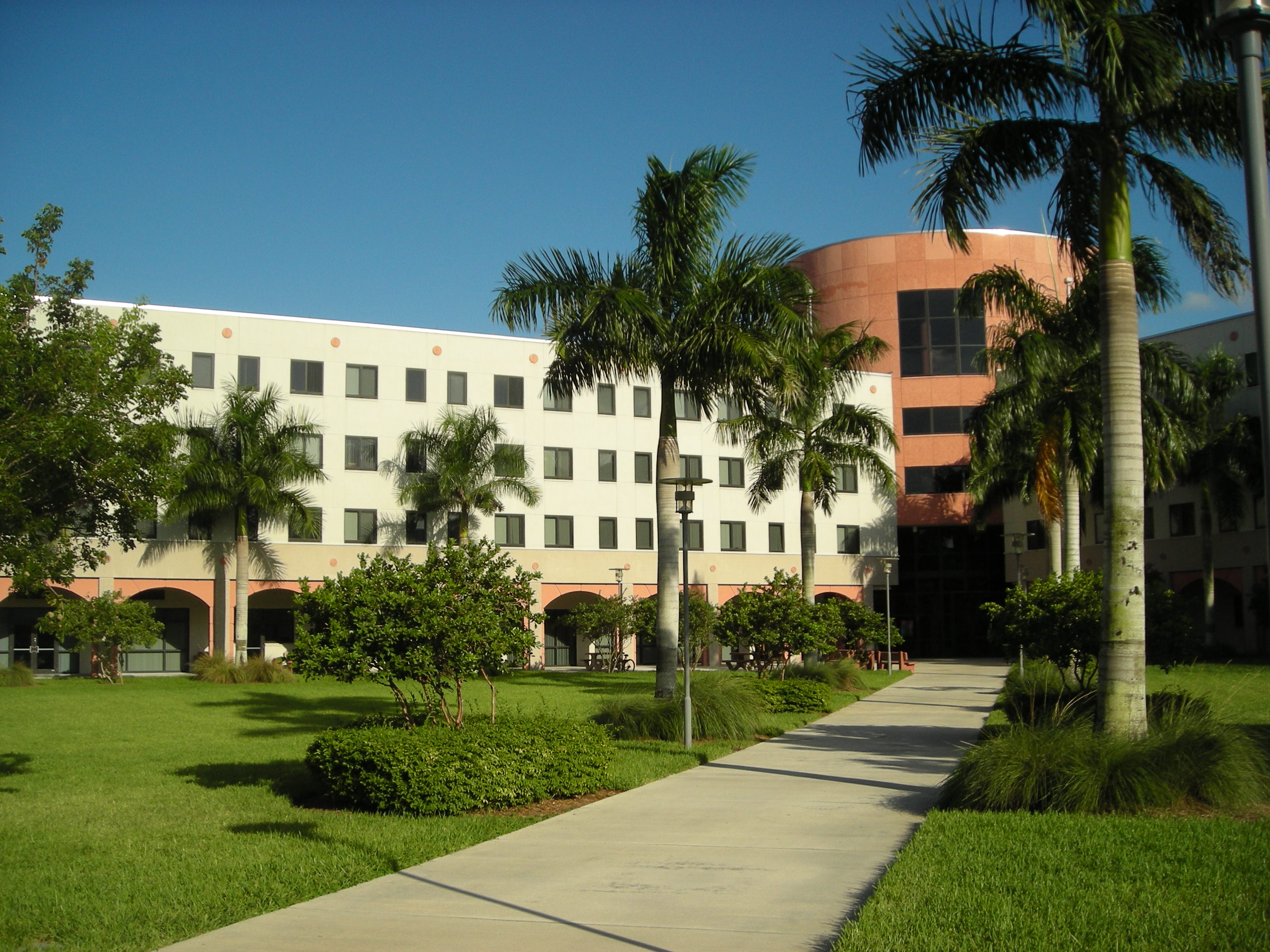
Еверглейдс-холл, апартаменти для вищого класу

Флоридський міжнародний університет нараховує 17 спортивних команд, що отримали назву «Пантери» . Спортивні кольори «Пантери» - це синій та золотий, і змагаються у 1-му підрозділі NCAA в рамках Конференції США у всіх видах спорту. Три основні спортивні споруди служать домашніми майданчиками Пантер. Футбольна команда Пантери грає на стадіоні ФМУ «Кейдж», чоловічі й жінок баскетбольні та волейбольні команди грають на ФМУ Арені, чоловіча команда бейсболу грає у ФМУ бейсбольному стадіоні. Інші спортивні майданчики: водний центр, тенісний комплекс, поле для софтболу та інші місця для відпочинку. Арена ФМУ буда розширена наприкінці 2011 року. 1 липня 2013 року ФМУ стала членом конференції США. Традиційними конкурентами Пантер ФМУ є Флоридський атлантичний університет та Університет Маямі.
Футбольна команда "Пантери" грає домашні ігри на стадіоні "Ріккардо Сільва" на прізвисько "Кейдж" (Клітка).

## Відомі випускники
В даний час ФМУ налічує понад 180 000 випускників по всьому світу в більш ніж 30 країнах. ФМУ закінчує понад 10 000 студентів на рік і надає більше половини всіх ступенів, що присуджуються університетами у Маямі. 
- Іліана Рос-Лехтінен Class of 1975 & 1986
U.S. Representative
- Енді Гарсія Actor
- Денніс Лехане Class of 2001
Novelist & Screenwriter
- Карлос Арройо Class of 2001
NBA basketball player
- Менні Діас Class of 1977
42nd Mayor of Miami
- Карлос Альварадо-Ларрукау Class of 2000
Writer & Poet
- Ельза Мурано Class of 1981
23rd President of Texas A&M University
- Кирило Резник  Class of 1995Maryland House of Delegates Кирило Резник Class of 1995
Maryland House of Delegates
- Сесілія Алтонага Class of 1983
U.S. District Court Judge
- Майк Лоуелл Class of 1997
MLB Baseball player
- Андреа Надь Class of 1995
WNBA Basketball player
- Ян Річардс Class of 1999
County Court Judge of Florida's 17th Judicial Circuit
- Елізабет Перес Class of 2004
Emmy-winning television journalist and presenter
- Річард Бланко Class of 1991
2013 Inaugural Poet and Award-Winning Author
- TY Hilton Class of 2012
NFL football player

## ФМУ у масовій культурі

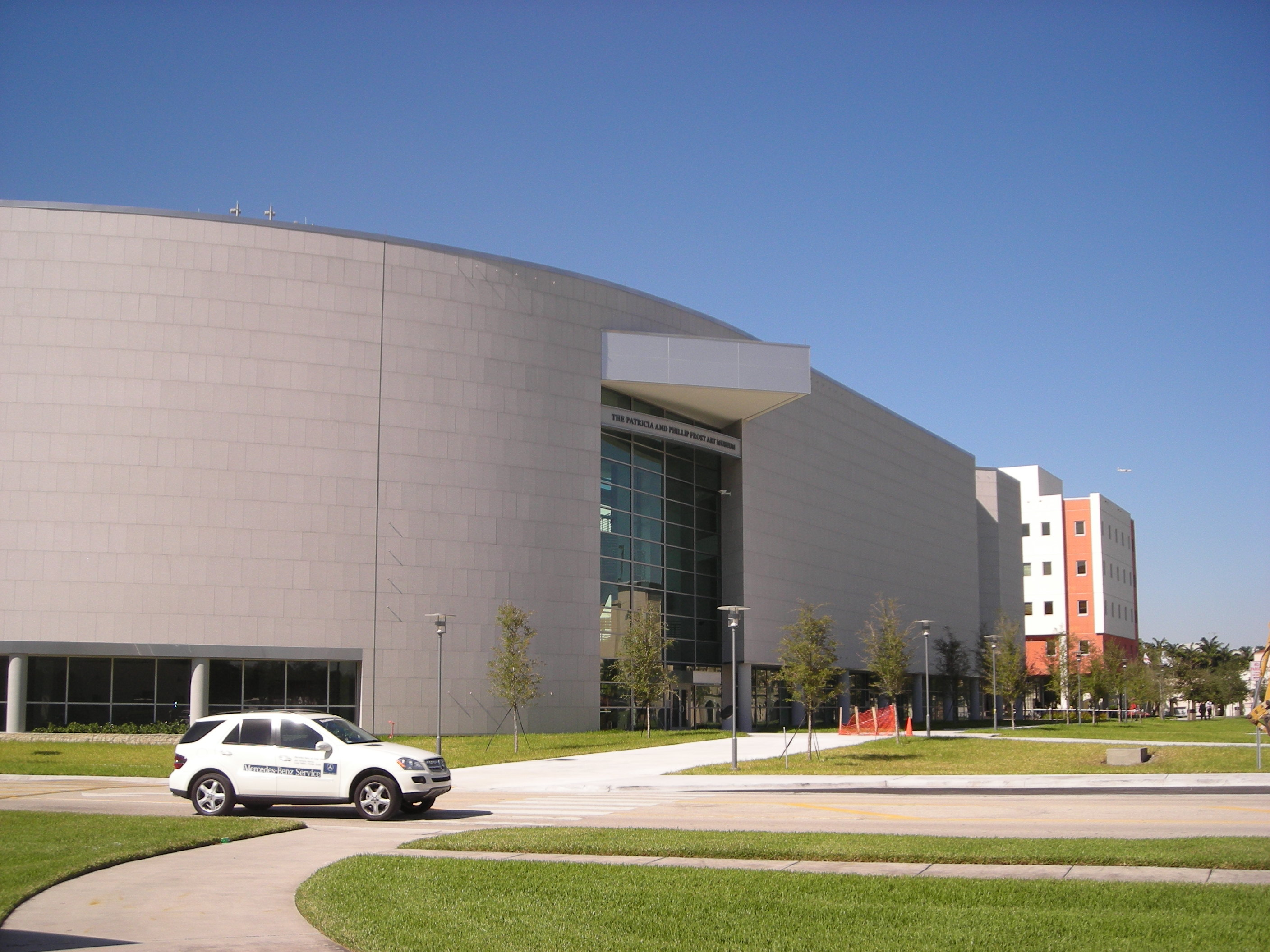
Музей мистецтв Фроста

Містечко ФМУ використовувалося у багатьох фільмах, телевізійних шоу та музичних відео. Одне з найдавніших телевізійних шоу, що було знято в ФМУ, було Поліція Маямі у 1985 році. В епізоді "Виправлення" Арена ФМУ була використана як одна зі сцен. Телевізійне шоу Burn Notice також знімало різні епізоди у ФМУ. У 2007 році Кріс Браун зняв музичне відео на свою пісню "Поцілуй поцілунок" у ФМУ зі сценами біля Мистецькому музеї Фроста та навколо Центру Греем. Різні теленовели Telemundo та Univision також знімали телевізійні епізоди у ФМУ.

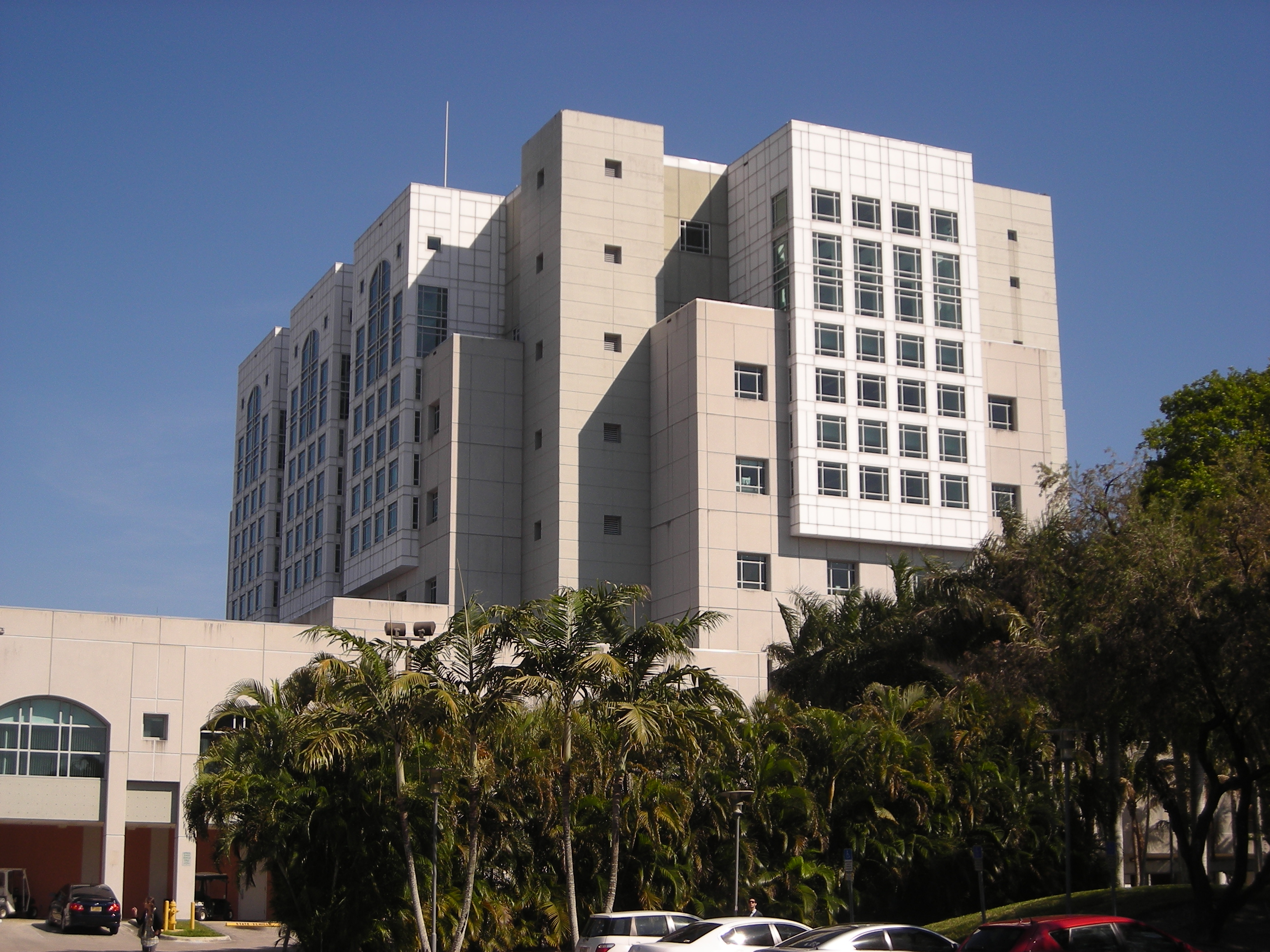
Зелена бібліотека, є однією з найбільших бібліотек Південного Сходу ЗДА й є найбільшою будівлею на території кампусу.

У 2015 році Міжнародний університет штату Флорида провів конкурс «Міс Всесвіт 2014» на Арені ФМУ.

## Примітки

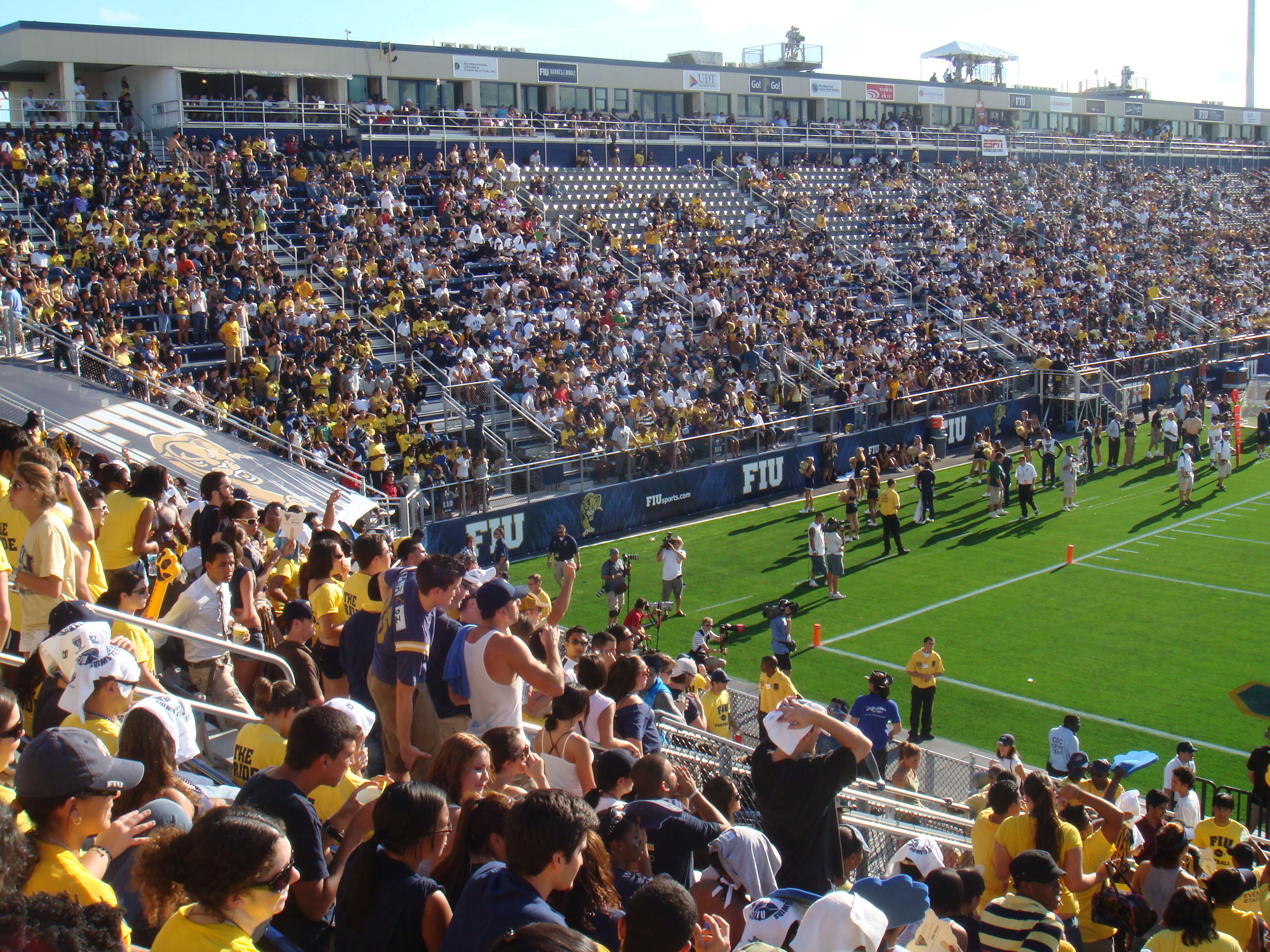
Футбольна команда «Пантери» грає на університетському стадіоні Ріккардо Сілва.

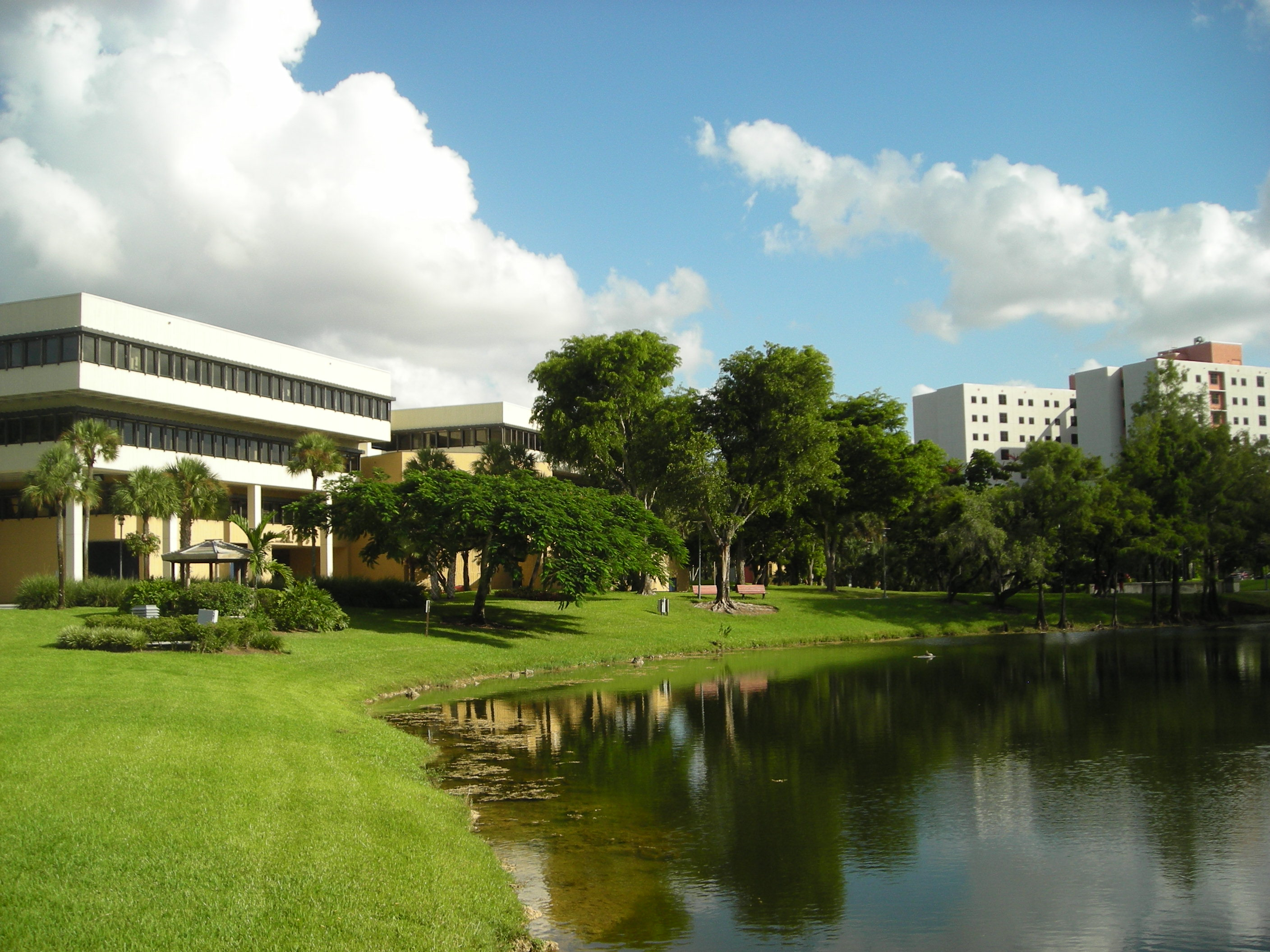
Черепаховий ставок